# Leporano
Leporano är en ort och kommun i provinsen Taranto i regionen Apulien i Italien. Kommunen hade 8 085 invånare (2017).